# La costanza vince l’inganno

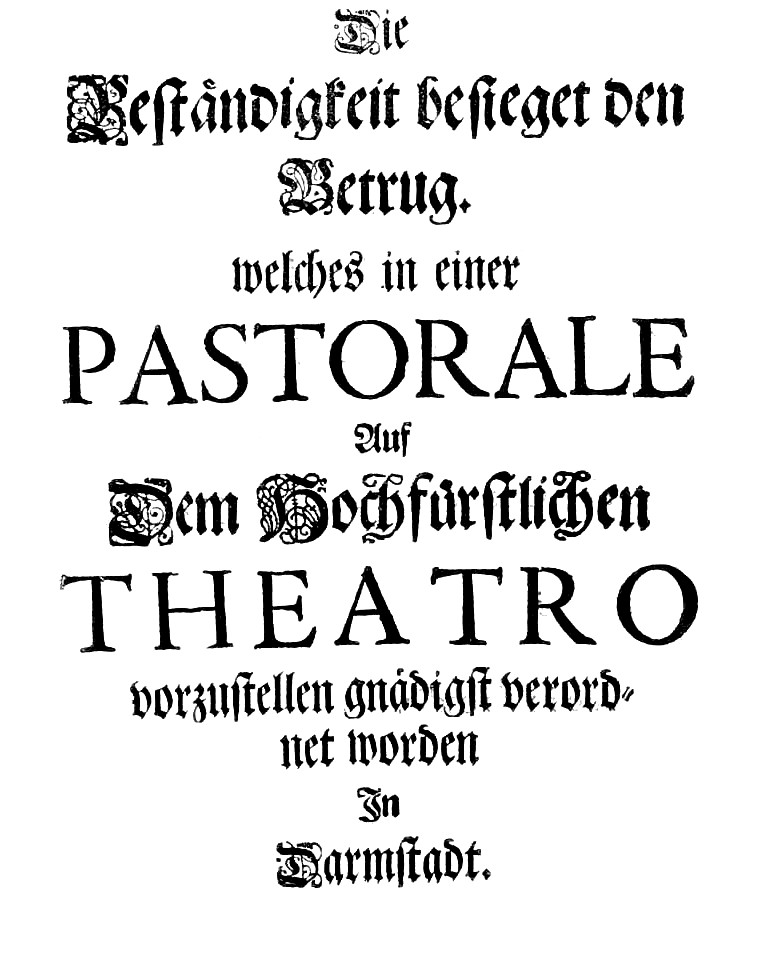
Deutsches Titelblatt des Librettos von 1719

La costanza vince l’inganno ist eine Barock-Oper (Pastorale) in drei Akten von Christoph Graupner. Die Uraufführung fand 1715 in Darmstadt statt. 1719 wurde das Werk dort in überarbeiteter Form erneut aufgeführt. Für beide Fassungen hat Graupners Dienstherr, Landgraf Ernst Ludwig von Hessen-Darmstadt, jeweils eine eigene Ouvertüre geschrieben; auch die Ballettmusik, die nur in der ersten Fassung existiert, stammt aus seiner Feder.

## Handlung

### Erster Akt
Silvia ist in Tirsis verliebt. Sie erklärt ihrem vormaligen Geliebten Amintas, dass sie kein Interesse mehr an ihm habe. Amintas beklagt sein Schicksal, hält Silvia aber weiterhin die Treue.
Atalanta, die Tochter des Herrschers von Arcadien, hat den Namen Cloris angenommen und angelt an einem Flussufer. Meleagro, der Prinz des Tessalonischen Reiches, hat sich als Jäger verkleidet und stellt sich ihr mit dem Namen Tirsis vor. Die beiden verlieben sich sofort ineinander, gestehen es einander aber noch nicht. Stattdessen beschließen sie, jeweils den Namen der geliebten Person in die Rinde einer Eiche zu ritzen. Bevor es dazu kommt, werden die beiden jedoch von Silvia unterbrochen, und Atalanta entfernt sich. Silvia befürchtet, dass Tirsis in Cloris verliebt sein könnte. Dennoch gesteht sie ihm ihre Liebe und wird zurückgewiesen.
Die verschmähte Silvia beschließt, sich an Tirsis zu rächen. Dazu kommt ihr sein Vertrauter Alindo gerade recht. Als sie ihm ihre Liebe vortäuscht, ist er glücklich darüber.
Atalanta schreibt den Namen „Tirsis“ in die Rinde einer Eiche. Silvia hat das beobachtet, entfernt den Namen und setzt stattdessen „Amintas“ ein. Als sie Tirsis kommen sieht, entfernt sie sich. Meleagro kommt nun, um den Namen seiner Angebeteten ebenfalls in die Rinde zu schreiben. Als er dort „Amintas“ liest, hat er erst Zweifel, glaubt dann aber, dass sie ihn lediglich auf die Probe stellen möchte. Er schreibt den Namen „Cloris“ in die Rinde.
Silvia freut sich über ihre Rache. Sie hat inzwischen auch den Namen „Cloris“ durch „Silvia“ ersetzt. Als Amintas ihr erneut seine Liebe erklärt, jagt sie ihn wütend davon. Amintas sagt sich von ihr los.
Meleagro, Amintas, Alindo gehen zusammen mit anderen Nymphen und Jägern auf die Jagd.

### Zweiter Akt
Cloris kommt zurück zum Baum und findet dort den Namen „Silvia“ eingeritzt. Tirsis bittet sie um eine Liebeserklärung. Als sie ihm Vorhaltungen macht, einen anderen Namen als ihren geschrieben zu haben, überprüfen sie die Rinde und entdecken die Fälschungen. Bevor sie jedoch die ursprünglich geschriebenen Namen nennen können, werden sie erneut von Silvia unterbrochen, die sie zur gerade anbrechenden Jagd auffordert. Atalanta macht sich auf den Weg. Silvia wirbt wieder um Meleagro, aber dieser weist sie mit deutlichen Worten ab: „Ich kan dich niemal nicht leyden […] Ich will dich nicht; du gefällst mir nicht; und wann du mich bittest/ so machst du mir nur den Kopff doll.“
Silvia gibt nicht auf. Sie fordert den nun in sie verliebten Alindo auf, Cloris und Tirsis auszuspionieren und macht ihm falsche Hoffnungen.
Tirsis gesteht Cloris seine Liebe. Eigentlich sei er zwar in diese Gegend gekommen, um die ihm anverlobte Atalanta kennenzulernen, die er noch nie gesehen hatte, aber nun habe er jedes Interesse an dieser verloren. Cloris sagt ihm, er werde sie durch die Hochzeit mit Atalanta nicht verlieren. Er zweifelt daran und nennt ihr nun seinen echten Namen Meleagro. Auch Atalanta gibt sich nun zu erkennen. Als Zeichen ihrer gegenseitigen Liebe möchte Atalanta ihm ihren Bogen geben. Er will ihr dafür seinen Pfeil verehren. Aber bevor sie dies und ihre Vereinigung öffentlich bekannt geben, wollen sie erst ein Opfer vollziehen. Die Gaben sollen anschließend von Alindo überbracht werden.
Als Amintas und Silvia vorbeikommen, hoffen Meleagro und Atalanta, dass auch diese beiden zueinander finden.

### Dritter Akt
Meleagro beauftragt Alindo, Cloris den Pfeil zu bringen. Dieser beschließt jedoch, den Pfeil Silvia zu zeigen. Da Atalanta gerade kommt, versteckt er den Pfeil zunächst hinter den Bäumen. Atalanta hatte Alindo schon gesucht. Sie gibt ihm den Bogen, damit er ihn Tirsis bringe.
Alindo zeigt Silvia den Pfeil und den Bogen. Sie überredet ihn, ihr beides zu überlassen. Anschließend schenkt sie ihm den Bogen Amintas als angeblichen Beweis ihrer wieder erwachten Liebe. Er solle nur niemandem davon erzählen.
Meleagro wartet sehnsüchtig auf Alindo, der ihm den Bogen Atalantas bringen soll. Als dieser ohne den Bogen kommt, wird Meleagro eifersüchtig. Nun kommt Amintas mit dem Bogen. Er gibt zu, dass es ein Liebespfand ist, weigert sich jedoch, den Namen seiner Geliebten zu offenbaren. Meleagro fühlt sich von Atalanta, Alindo von Silvia betrogen.
Atalanta wartet vergeblich auf Tirsis. Da sieht sie Amintas mit dem Bogen und fragt ihn, woher er ihn habe. Er antwortet auch ihr, dass es ein Geschenk sei. Da kommt Alindo, und Atalanta fragt ihn, was er mit dem Bogen gemacht hat. Er erzählt ihr vom Betrug Silvias.
Meleagro zweifelt an Atalanta. Sie findet ihn und erzählt ihm von Silvias Intrige. Als Silvia vorbeikommt, verstecken sie sich, um sie zu belauschen. Silvia freut sich lautstark über ihre scheinbar gelungene List. Atalanta und Meleagro kommen nun aus ihrem Versteck und klagen sie an.
Silvia erklärt Amintas, dass sie lediglich seine Treue auf die Probe stellen wollte. Er glaubt ihr jedoch nicht mehr und sagt sich von ihr los. Die jetzt von allen verschmähte Silvia beschließt verzweifelt, sich mit dem Pfeil Meleagros zu töten.
Amintas hat die Nachricht von Tirsis’ und Cloris’ wahren Identitäten und ihrer bevorstehenden Hochzeit erfahren. Insgeheim ist er immer noch in Silvia verliebt. Da wird er von Alindo um Hilfe gerufen, Silvia von ihrem geplanten Selbstmord abzubringen.
Meleagro und Atalanta vergnügen sich miteinander, als die tief betrübte Silvia vorbeikommt. Sie ist gerettet worden und bittet die anderen um Verzeihung. Auch Amintas bittet Meleagro um Vergebung und gibt ihm endlich den Bogen. Meleagro und Atalanta vergeben allen. Auch Silvia sollen ihrer Tränen wegen ihre Taten nicht angerechnet werden. Sie wird nun Amintas heiraten.

## Aufführungsgeschichte
Nach den Aufführungen von 1715 und 1719 sind aus neuerer Zeit nur Teilaufführungen belegt.
Im Jahr 2000 entstand in Darmstadt aus einem Konzertmitschnitt eine CD mit der Ouvertüre, Zwischenspielen und Arien. Karl-Heinz Hüttenberger leitete das Kammerensemble des Allschlaraffischen Symphonie-Orchesters. Es sangen Sigrun Haaser (Atalanta/Cloris), Alexandra Steinhauer (Silvia), Iris Fink (Amintas), Friedrich von Mansberg (Alindo) und Peter Alexander Herwig (Meleagro/Tirsis).
Am 16. Februar 2009 wurden Ausschnitte der Oper im Salle Pierre-Mercure in Montréal aufgeführt. Geneviève Soly leitete das Ensemble Les Idées heureuses. Es sangen Tracy Smith Bessette (Sopran) und Normand Richard (Bass).